# Croazia ai XXII Giochi olimpici invernali
La Croazia ha partecipato ai XXII Giochi olimpici invernali, che si sono svolti dal 7 al 23 febbraio a Soči in Russia, con una delegazione composta da 11 atleti.

## Medaglie

### Medagliere per disciplina
| Sport      | Oro | Argento | Bronzo | Totale |
| ---------- | --- | ------- | ------ | ------ |
| Sci alpino | 0   | 1       | 0      | 1      |
| Totale     | 0   | 1       | 0      | 1      |

### Medaglie d'argento
| Medaglia | Nome           | Sport      | Evento                |
| -------- | -------------- | ---------- | --------------------- |
| Argento  | Ivica Kostelić | Sci alpino | Supergigante maschile |